# Famille de Janzé
Pour les articles homonymes, voir Janzé (homonymie).
La famille de Janzé est une famille française anoblie sous la seconde Restauration en 1818.
Cette famille compte parmi ses membres des maîtres de forges, un homme politique, un dirigeant sportif, un sportif également écrivain.

## Histoire
La famille Janzé, puis de Janzé est anoblie sous la seconde Restauration en 1818, en la personne de Louis Henri Janzé (1752-1840), baron de l'Empire sur institution d'un majorat, en 1809. Louis Henri Janzé fut fait comte héréditaire de Janzé sur institution d'un nouveau majorat en 1829,. La famille de Janzé est éteinte de nos jours en ligne masculine.
Il fut le père Henri Anne Désiré, comte de Janzé, conseiller d'Etat (1784-1869), marié avec Eugénie Bigot de Préameneu, fille de Félix Bigot de Préameneu, dont trois enfants :
- Marie Louise Eugénie de Janzé (1810-1861), mariée avec Paul Eugène, comte Lanjuinais, pair de France.
- Henri Edouard de Janzé (1812-1855), marié en 1844 avec Eugénie Tyrbarbe d'Aubermesnil, dont notamment Léon de Janzé (1848-1910) ;
- Frédéric de Janzé (1817-1900), marié avec Alix de Choiseul Gouffier, femme de lettres, sans descendance ;

## Personnalités
- Charles Alfred de Janzé (1822-1892), député (1863-1885) et conseiller général (1864-1880) des Côtes-d'Armor.
- Léon de Janzé (1848-1910), dirigeant sportif.
- Frédéric de Janzé (1896-1933), sportif et écrivain.
- Alice de Janzé (1899-1941), née Silverthorne, épouse de Frédéric de Janzé, héritière américaine qui séjourna au Kenya où elle fut membre de la communauté de la Vallée Heureuse. Elle fut en lien avec plusieurs faits-divers.

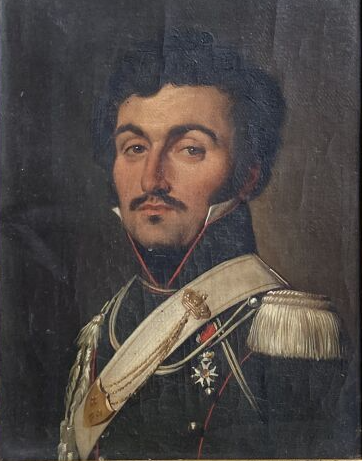
Hippolyte de Janzé (1789-1865)
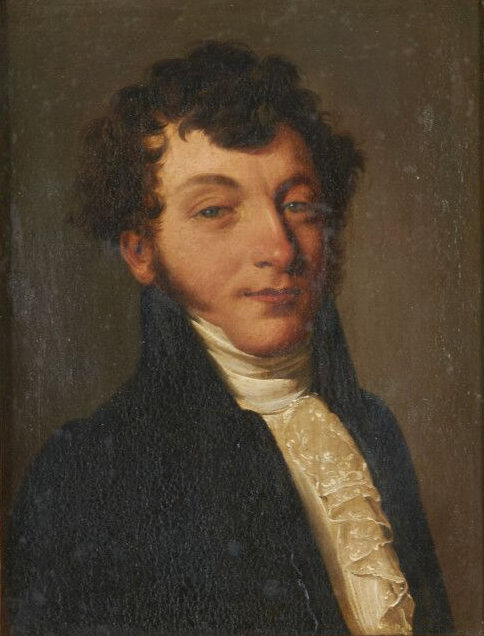
Frédéric de Janzé (1816-1900)
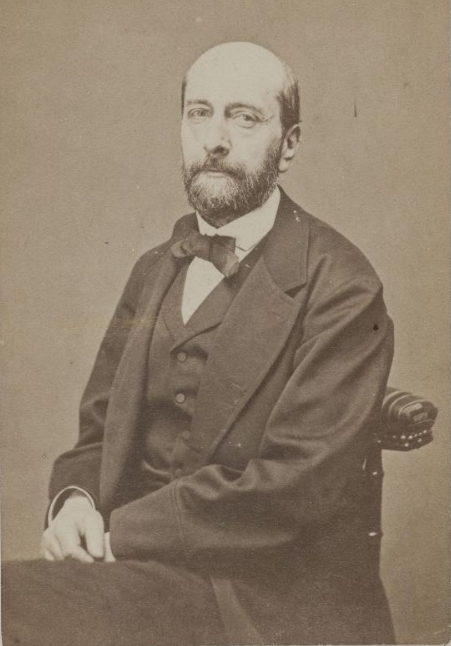
Charles Alfred de Janzé (1822-1892)
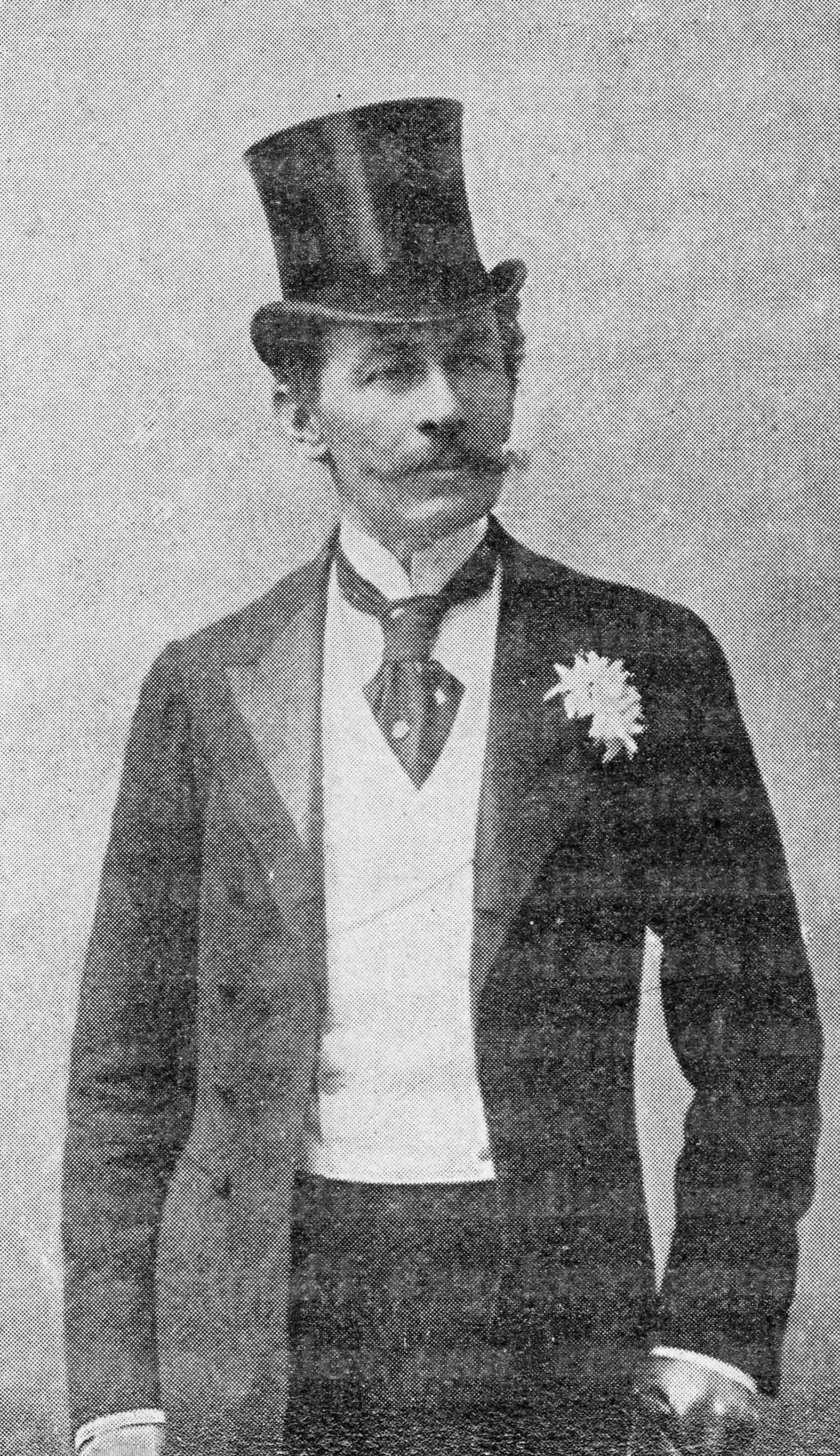
Léon de Janzé (1848-1910)
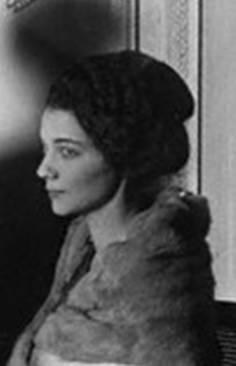
Alice de Janzé, née Silverthorne (1899-1941)
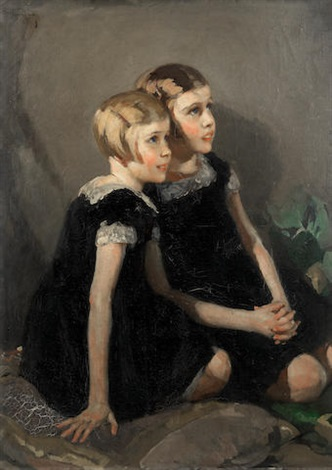
Portrait de Nolwen de Janzé et Paola de Janzé

## Possessions
- Forges de Lanouée
- Forêt de Lanouée
- Château des forges de Lanouée
- Forges des Salles
- Forêt de Quénécan
- Abbaye Notre-Dame de Bon-Repos
- Château de Kerguéhennec